# ウィリアム・バイロン (第4代バイロン男爵)

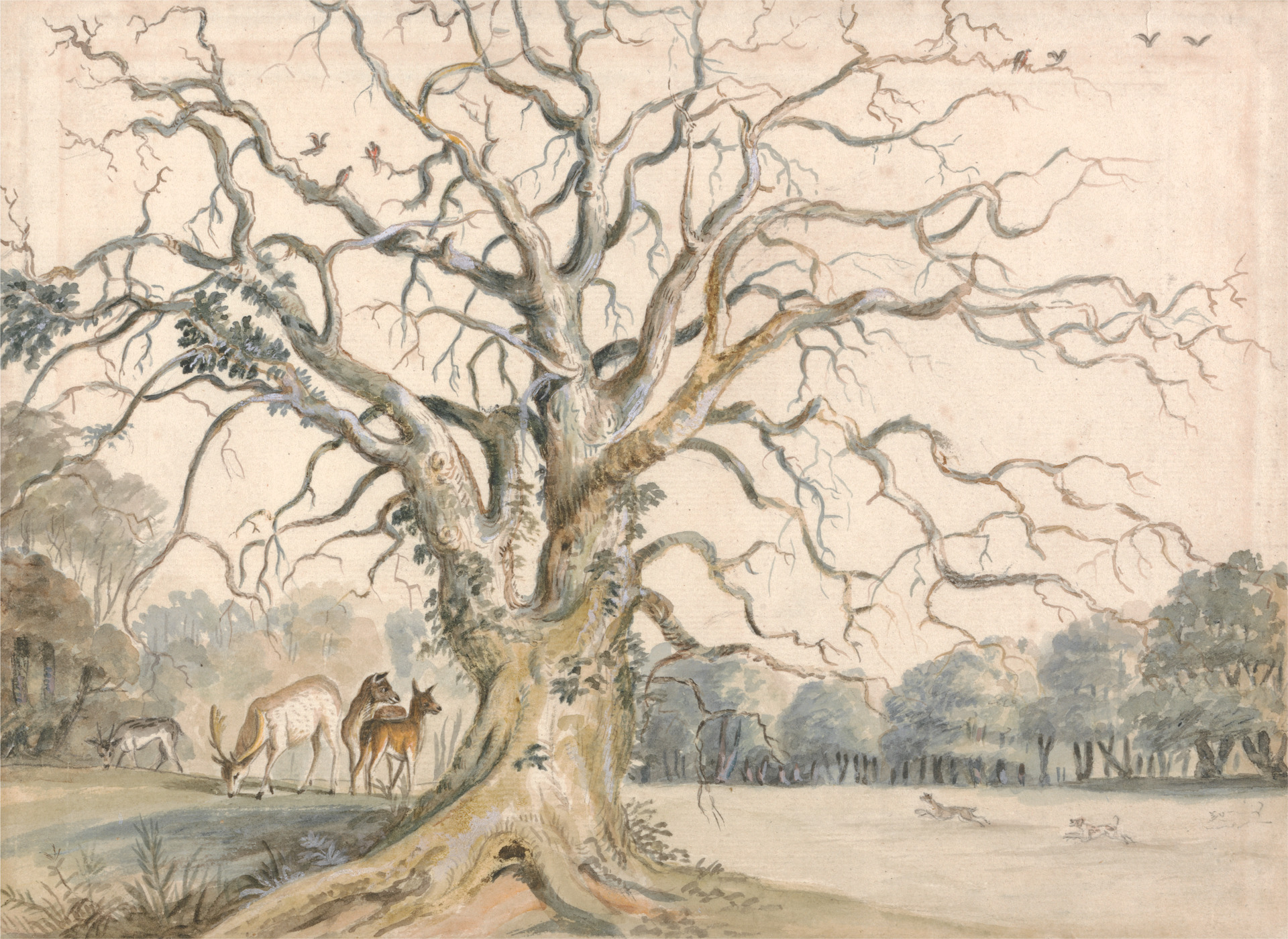
第4代バイロン男爵による絵画『鹿のいる公園の風景』（View of a Park with Deer）。

第4代バイロン男爵ウィリアム・バイロン（英語: William Byron, 4th Baron Byron、1670年1月4日 – 1736年8月8日）は、イギリスの貴族、政治家。詩人の第6代バイロン男爵ジョージ・ゴードン・バイロンの父方の曾祖父にあたる。

## 生涯
第3代バイロン男爵ウィリアム・バイロンと1人目の妻ペネロープ・チャーワース（Penelope Chaworth、1632年12月19日洗礼 – 1682年12月12日埋葬）の息子として、1670年1月4日に生まれた。
1695年11月13日に父が死去すると、バイロン男爵の爵位を継承した。
トーリー党に所属し、1708年までアン女王の王配ジョージ・オブ・デンマークの寝室侍従を務めた。
1736年8月8日に死去、長男ウィリアムが爵位を継承した。

## 家族
1703年2月、メアリー・エジャートン（Mary Egerton、1676年5月14日 – 1703年4月11日、第3代ブリッジウォーター伯爵ジョン・エジャートンの娘）と結婚したが、メアリーは結婚から6週間後に天然痘で死去した。
1706年12月19日、フランシス・ウィルヘルミナ・ベンティンク（Frances Wilhelmina Bentinck、1684年2月18日 – 1712年3月31日、初代ポートランド伯爵ハンス・ウィリアム・ベンティンクの娘）と再婚した。

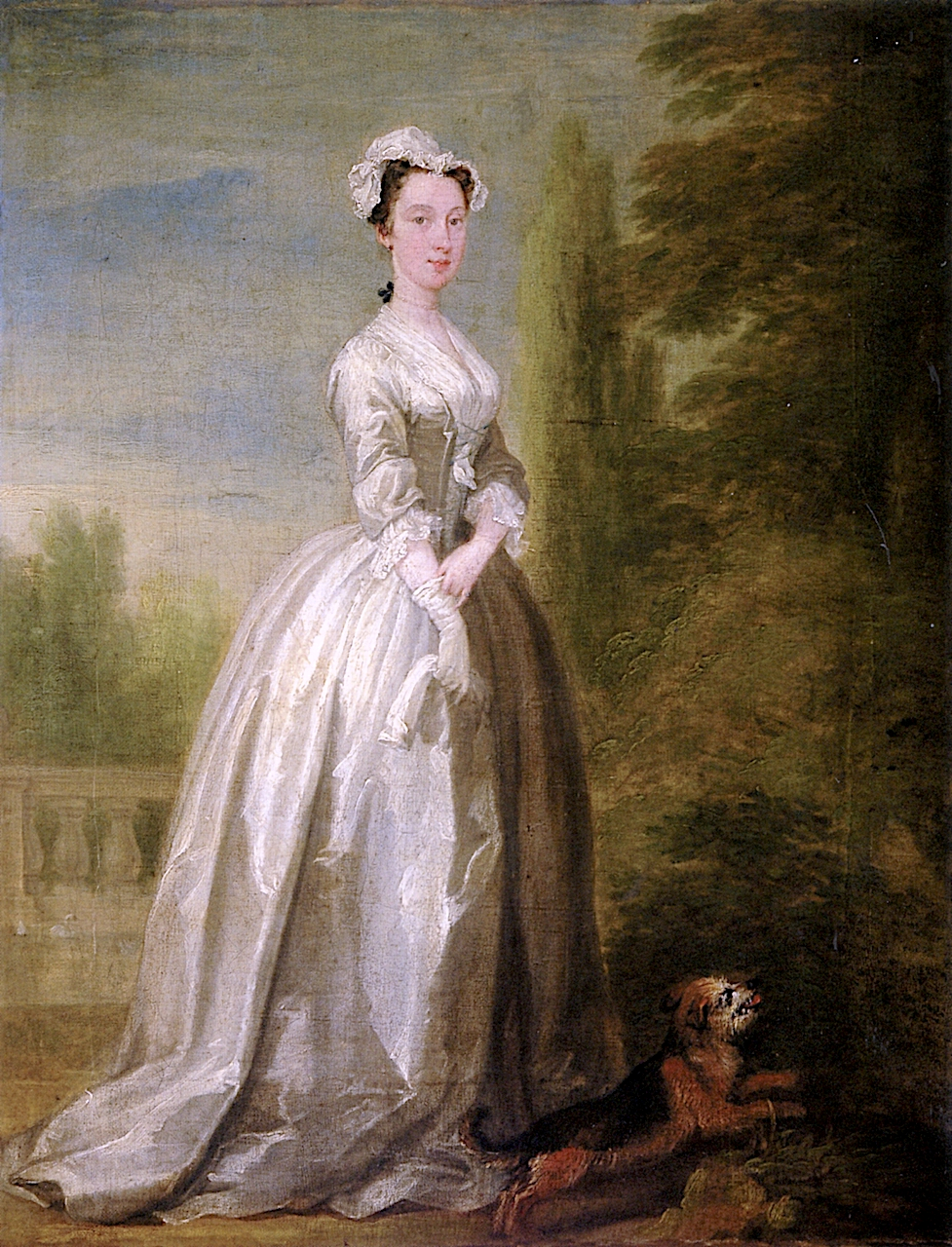
バイロン男爵夫人フランシス・バイロンの肖像画。ウィリアム・ホガース作、1736年。

1720年12月3日、フランシス・バークリー（1757年9月21日埋葬、第4代ストラットンのバークリー男爵ウィリアム・バークリーの娘）と再婚、5男1女をもうけた。
- イザベラ（1721年11月10日 – 1795年1月22日） - 1743年6月8日、第4代カーライル伯爵ヘンリー・ハワードと結婚、子供あり。1759年12月10日、第6代準男爵ウィリアム・マスグレイヴと再婚
- ウィリアム（1722年 – 1798年） - 第5代バイロン男爵
- ジョン（1723年 – 1786年） - 海軍軍人。第6代バイロン男爵ジョージ・ゴードン・バイロンと第7代バイロン男爵ジョージ・アンソン・バイロン（英語版）の祖父
- リチャード（1724年10月28日 – 1811年11月5日） - 1768年、メアリー・ファーマー（Mary Farmer、1827年5月9日没、リチャード・ファーマーの娘）と結婚、子供あり。男系子孫に第12代バイロン男爵リチャード・ジョフリー・ゴードン・バイロン（英語版）がいる
- チャールズ - 子供なし
- ジョージ（1730年4月22日 – ?） - フランシス・レヴェット（Frances Levett、エルトン・レヴェットの娘）と結婚、子供あり